# Auzegera
Auzegera (łac. Diœcesis Auzegerensis) – stolica historycznej diecezji w Cesarstwie Rzymskim (prowincja Bizacena), współcześnie w Tunezji. Pierwszym wzmiankowanym biskupem był donatystyczny hierarcha Donatus (411), a z katolickich biskupów wymieniany jest Villaticus (484). Od 1933 katolickie biskupstwo tytularne.

## Biskupi tytularni
| Lp. | Biskup                        | Od                | Do                |
| --- | ----------------------------- | ----------------- | ----------------- |
| 1   | Alfonso Arteaga Yepes         | 12 września 1962  | 24 lipca 1965     |
| 2   | Pedro Pablo Tenreiro Francia  | 11 listopada 1965 | 19 stycznia 1971  |
| 3   | Pius Suh Awa                  | 20 lutego 1971    | 29 stycznia 1973  |
| 4   | Antonio Arregui Yarza         | 4 stycznia 1990   | 25 lipca 1995     |
| 5   | Carmelo Echenagusia Uribe     | 8 września 1995   | 6 listopada 2008  |
| 6   | Binay Kandulna                | 10 lutego 2009    | 30 listopada 2012 |
| 7   | Juan Armando Pérez Talamantes | 22 marca 2014     |                   |